# マジカル・ミステリー・ツアー (映画)
『マジカル・ミステリー・ツアー』（Magical Mystery Tour）は、ビートルズ製作・主演のテレビ映画。イギリスのBBC1で1967年12月26日に初放映された。日本では1977年に東映の配給で、シェイ・スタジアム公演（歌はすべてレコード音源）との抱き合わせで劇場公開された。

## 内容
本作は、ポール・マッカートニーが "Script" と呼んだ、様々なアイデア、スケッチなどの手書きのメモの寄集めを基に、脚本なしで撮影された。内容は、ビートルズ（特にリンゴ・スターが中心的な役割）の参加するバスツアーの模様である。ツアーのビートルズ以外の参加者は、リンゴの叔母役であるジェシー・スターキー夫人（ジェシー・ロビンズ）、ジョリー・ジミー・ジョンソン（デレク・ロイル）、ウェンディー嬢（マンディー・ウィート）、バスター・ブラッドヴェッセル（アイヴァー・カトラー）等。
ツアー中には「5人の魔法使い」の気まぐれにより様々なおかしなことが起こる。魔法使いはビートルズの4人と、彼らのロードマネージャーを長年勤めていたマル・エヴァンズが演じている。
また、ジェシーがエキセントリックで人騒がせなブラッドヴェッセル氏と恋に落ちたり、イギリス陸軍の人材登用事務所のような場所を訪れたり、どんな乗り物を使用してもよいマラソン大会に参加したり、最後にストリップ・ショーを見たりといった、ツアー中の出来事の合間に、ビートルズによる「アイ・アム・ザ・ウォルラス」、「ブルー・ジェイ・ウェイ」などの演奏シーン、イギリスのコミックバンド「ボンゾ・ドッグ・ドゥー・ダー・バンド」 による「デス・キャブ・フォー・キューティ (Death Cab for Cutie)」の演奏シーンなどが挿入されている。

## 批評
本作は最初イギリスにおいて、BBC1でモノクロ放送された数日後にBBC2でカラー版が放送された。
公開当初、本作は「永遠に10年早い映画」、「名高いビートルズの音楽に申し訳程度の映像がおまけ」、「ビートルズの“マジック”は失敗」、「愚かなホーム・ムービー 伝説の終焉」などと酷評された。ビートルズの伝記を執筆したイギリスのジャーナリストハンター・デイヴィスは、「アーチストが、自分の作品のために公式に謝罪しなければならないと感じたのは、記憶にある限りこれが初めてのことであった」と述べている。ポール・マッカートニーは後に、記者達に対し「これがよい映画だとは言わない。これは僕達の初めての試みだったんだ。僕達が下手を打ったというのなら、確かにそうなんだろう。（この映画は）挑戦で、うまくいかなかったんだ。次はもっとうまくやれると思う」と語った。しかし、同時に「君たちは万年筆がどんな役割を持っていると思う? 字を書く物であると同時に、胸の飾りにもなるんだよ。僕たちはそういうことをやりたいんだ」と述べ、映像というメディアが単なる「物語の表現物」にとどまらないという概念を示唆している。時が経つにつれてマッカートニーは見方が変化していったようで、「今改めて見てみると、全く問題ないと思う。僕達もこの映画に満足していたと思う」と述べている。
1982年のビートルズのドキュメンタリー映画『コンプリート・ビートルズ』では、ナレーターのマルコム・マクダウェルが「ほとんどポール一人が企画したもので、イギリスの片田舎を友人や、俳優、サーカス芸人とともにバスで旅行し、途中で起こる様々な出来事を何であれ撮影しようとしたが、残念ながら何も起こらなかった」と述べている。

## 製作

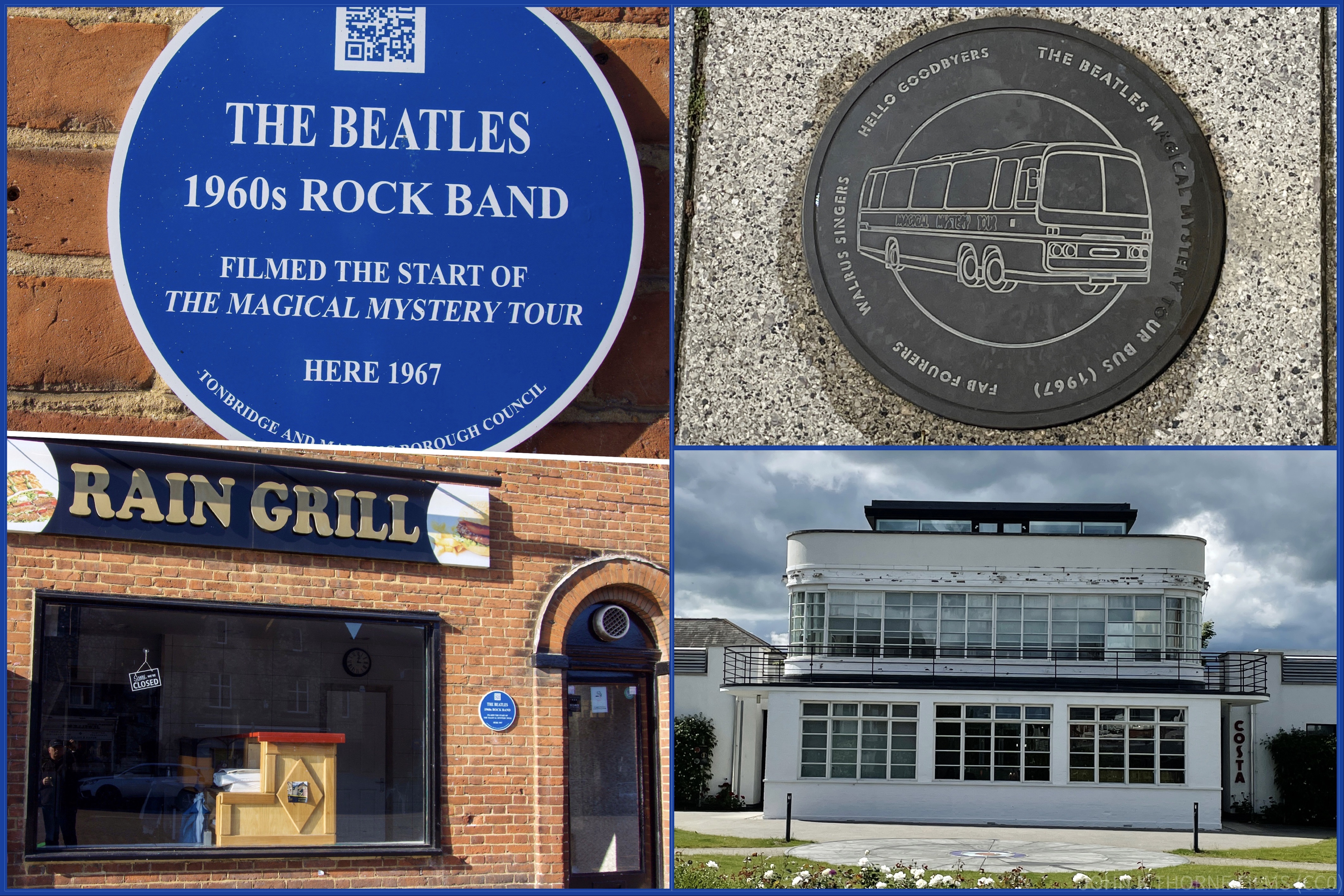
ロケ地に残る映画の記念銘板

ケント州のウエスト・メイリングのイギリス空軍基地で多くの場面が撮影された（基地は最近閉鎖された）。最後の「ユア・マザー・シュッド・ノウ」のボールルームの場面など、屋内の場面の多くは、基地の使用されなくなった航空機の格納庫で撮影された。「アイ・アム・ザ・ウォルラス」の、4人が着ぐるみを付けた演奏場面や、マラソン大会などの屋外の場面は、基地の滑走路やその前の広場で撮影された。イギリス空軍の軍事教練部隊が行進しているのがいくつかの場面に映っているほか、空軍の偵察爆撃機の姿も確認できる。
また、バスツアーの場面は、イングランド南西部のデヴォンやコーンウォールで撮影されたが、完成したフィルムでは多くの部分が削除された。また、ストリップ・ショーの場面はロンドンのソーホー地区にあるストリップ劇場「レイモンド・レヴューバー」で、「フール・オン・ザ・ヒル」の場面はフランスニースでそれぞれ撮影された。

## 使用曲
使用順に掲載。特記がない限り、作詞作曲はレノン＝マッカートニー。
- マジカル・ミステリー・ツアー
- フール・オン・ザ・ヒル
- シー・ラヴズ・ユー （マラソン大会の場面でオルガンで演奏されている）
- フライング（ジョン・レノン、ポール・マッカートニー、ジョージ・ハリスン、リチャード・スターキー）
- オール・マイ・ラヴィング （オーケストラによる演奏のBGM）
- アイ・アム・ザ・ウォルラス
- Jessie's Dream（サウンドトラック盤未収録のインストゥルメンタル）
- デス・キャブ・フォー・キューティー（英語版）（ジェリー・ブロン（英語版）とニール・イネスが作曲、ボンゾ・ドッグ・ドゥー・ダー・バンドによる演奏）
- ブルー・ジェイ・ウェイ（ジョージ・ハリスン）
- ユア・マザー・シュッド・ノウ
- マジカル・ミステリー・ツアー (リプライズ)
- ハロー・グッドバイ（エンディング・クレジットの際にコーダ部分が流れる）

## 映像ソフト
1981年にアメリカで、日本でも80年代初頭にアップル未公認だったがビデオテープでソフト化された。コピーされたフィルムを使用しており、コマ飛び、ノイズ等のある不鮮明な画質での発売だった。1988年にビデオテープ、レーザーディスクがアップル/MPIから再発売された。音声はジョージ・マーティンによって新たにステレオ・ミックスされた。1998年にはDVD化されたが、現在は廃盤となっている。2003年に1988年のビデオをソースにしたDVDが発売されたがブートレグ並みのレベルである。2008年中に再リリースが予定されていたが、2012年10月8日にリマスター版でDVDとブルーレイがリリースされた。特典映像として、インタビュー、メイキングや削除された映像が収録されている。